# Gabinete Merz
El Gabinete Merz (en alemán: Kabinett Merz) es el gabinete ministerial de Alemania. Esta encabezado por el canciller federal Friedrich Merz y compuesto por la Unión Demócrata Cristiana (CDU), el Partido Socialdemócrata (SPD) —del saliente canciller Olaf Scholz— y la formación hermana de la CDU en Baviera, la Unión Social Cristiana (CSU). Esta alianza, anteriormente conocida como «gran coalición», ha sido renombrada como coalición roji-negra, en referencia a los colores representativos de los partidos, debido a la fuerte caída del SPD en las elecciones, quedando tercero después de la AfD, y al hecho de que la coalición apenas superó la mayoría absoluta por 12 escaños.
Esta coalición roji-negra es la cuarta de su tipo a nivel federal en la historia de la República Federal de Alemania. Sucedió al Gabinete Scholz. 

## Antecedentes
Incluso antes de la celebración de las elecciones ya se especulaba que, según las encuestas, la única coalición de gobierno posible sería una «gran coalición» durante buena parte de la XX legislatura del Bundestag. Esta tesis cobró aún más fuerza después de que la coalición «semáforo» de Scholz colapsara tras la salida de los liberales del FDP. Con la salida de los liberales, el gobierno quedó en minoría en la cámara legislativa —contaba con 324 escaños de un total de 736—. Varios grupos políticos, en particular los liberales, exigieron a Scholz que se sometiera a una cuestión de confianza en el Bundestag para comprobar si aún contaba con el respaldo de la cámara.
Finalmente, el líder del SPD cedió e informó al Presidente de la República, quien convocó una sesión extraordinaria del Bundestag prevista inicialmente para febrero de 2025, pero que luego fue adelantada al 16 de diciembre de 2024. En la votación, el canciller perdió la moción al no recibir siquiera el apoyo de su socio de coalición (Los Verdes). Tras la pérdida de confianza, la presidenta del Bundestag informó al jefe de Estado para que convocara elecciones anticipadas. La fecha fue fijada para el 23 de febrero.
En las elecciones se preveía un aumento sustancial del apoyo a la formación de extrema derecha Alternativa para Alemania (AfD) y un descalabro de las tres formaciones que habían sido miembros del ejecutivo. Por ello, se planteó como única posibilidad una «gran coalición» entre la CDU/CSU y el SPD. La victoria fue para la coalición CDU/CSU, que obtuvo un 28,52 % de los votos, por debajo de lo pronosticado en las encuestas.
La AfD fue la formación que más creció, tanto en el este de Alemania —su bastión histórico— como en el oeste, alcanzando la cifra histórica del 20,80 % de los votos a nivel nacional, un resultado sin precedentes para una formación de extrema derecha desde la Segunda Guerra Mundial. Los socialdemócratas del SPD sufrieron una caída sin precedentes en toda su historia, obteniendo solo el 16,41 % de los votos. Los Verdes también tuvieron importantes pérdidas, aunque en menor medida que sus dos socios de gobierno, pasando del 15 % en 2021 al 11,61 % de los votos.
Die Linke fue otra de las grandes sorpresas: no solo aumentó considerablemente su número de votos respecto a las elecciones anteriores, sino que logró un 8,77 %, superando ampliamente el umbral del 5 % necesario para entrar al Bundestag, a pesar de que las encuestas le daban menos. Los liberales del FDP fueron los más perjudicados, ya que no lograron superar la barrera del 5 % y, por tanto, quedaron sin representación parlamentaria.
Finalmente, el resultado de las elecciones dejó un panorama claro para la formación de gobierno, dado el cordón sanitario impuesto a la AfD por parte de todas las formaciones políticas del Bundestag y el veto de la CDU/CSU a Die Linke.

## Formación de gobierno

### Negociaciones
La misma noche electoral, el líder de la CDU, Friedrich Merz, expresó su voluntad de llegar a un acuerdo con los socialdemócratas para formar un gobierno lo antes posible. Cinco días después de las elecciones, el 28 de febrero, los equipos de las tres formaciones políticas involucradas se reunieron de manera exploratoria para establecer tanto sus líneas rojas como sus puntos de entendimiento, y, en caso de llegar a un acuerdo, iniciar las negociaciones oficiales entre las partes.
Ese mismo día, 28 de febrero, dos de las formaciones acordaron continuar con las negociaciones para la formación de gobierno. El principal punto de fricción fue el ámbito económico, dado que Alemania se encontraba técnicamente en recesión, con una economía estancada. Los socialdemócratas propusieron reformar uno de los artículos de la Ley Fundamental (la constitución alemana), conocido como el "freno de la deuda", que impide al Estado gastar más de lo que ingresa. El SPD planteó esta reforma con el objetivo de permitir una inyección de dinero público en la economía alemana, enfocada en infraestructuras, planes sociales, entre otros.
Por su parte, tanto la CDU como la CSU se habían comprometido en campaña a no reformar dicha ley, argumentando que ello generaría un déficit fiscal en las finanzas públicas alemanas. Finalmente, el 4 de marzo se alcanzó un acuerdo en materia económica que incluía la reforma del artículo y la inyección de recursos en las fuerzas armadas, infraestructuras, etc. Esta reforma debía ser aprobada tanto por el Bundestag como por el Bundesrat (la cámara de representación territorial).
Se convocó una sesión extraordinaria del Bundestag saliente (ya que el electo aún no se había constituido) para el 18 de marzo, y el 21 de marzo fue aprobada también por el Bundesrat. La votación fue la siguiente en cada cámara:
|  | 69.8 % |

|  | 28.1 % |

|  | 2.0 % |

|  | 76.8 % |

|  | 0 % |

|  | 23.2 % |

Tras alcanzar un acuerdo en el ámbito económico, las conversaciones se volvieron más fluidas, y para el 9 de abril se llegó a un acuerdo de coalición, el cual debía ser validado por las bases de cada formación.
Luego de que las tres formaciones llegaran a un acuerdo, y de que sus bases lo validaran, los líderes de dichas formaciones firmaron el acuerdo el 5 de mayo de 2025, en una ceremonia en la que estuvieron presentes todos los negociadores y los ministros propuestos de cada formación.

### Investidura
El día 6 de mayo fue fijado para la elección de Merz como canciller federal por la presidenta de la cámara, Julia Klöckner. Ese día, el Bundestag se reuniría a las 9:00 a.m., con un único punto en el orden del día: la elección del canciller. Esta elección se llevaría a cabo sin debate previo por parte de ninguna formación política de la cámara baja.
Todo estaba previsto para que Merz fuera elegido en la primera votación por mayoría absoluta del Bundestag (316 votos), ya que todo había sido preparado para que, a las 10:30, tras su elección como canciller, se dirigiera a la residencia del presidente federal. Allí, junto a la presidenta del Bundestag, comunicarían al presidente que Merz había obtenido la mayoría parlamentaria, y este lo designaría oficialmente como canciller. Luego, a las 12:00, Merz tomaría posesión del cargo en el Bundestag frente a todos los miembros e invitados. A las 13:30, jurarían el cargo los ministros federales, y a las 15:00, Scholz le haría entrega formal de la Cancillería Federal a Merz.
A las 10:50 a. m., la presidenta del Bundestag anunciaba el resultado de la votación:
|  | 49.2 % |

|  | 48.7 % |

|  | 0.5 % |

|  | 1.4 % |

Merz no logró la mayoría absoluta de la cámara y, por tanto, no fue elegido como canciller federal, algo que no había ocurrido nunca en la historia de Alemania desde 1945. Tras el resultado, la presidenta del Bundestag suspendió la sesión, ante unos resultados inesperados para la CDU, la CSU y el SPD. Por lo tanto, la elección de Merz quedó aplazada hasta que el Bundestag volviera a reunirse. Este resultado de la votación fue calificado por líderes de la CDU como 'un comienzo catastrófico', ya que, con este resultado, desde el inicio se proyectó una imagen de debilidad parlamentaria.
Finalmente la vicepresidenta de la CDU, Silvia Breher anunció que el día 6 de mayo no se llevaría a cabo ninguna votación más y que esta quedaría aplazada. Pero luego de una reunión a puerta cerrada entre los líderes parlamentarios de todos los grupos, con excepción de la AfD, se pactó que la segunda vuelta se llevaría a cabo el mismo día 6 de mayo a las 15:00 horas.
Los resultados de las segunda votación fueron los siguientes: 
|  | 51.6 % |

|  | 47.0 % |

|  | 00.0 % |

|  | 1.4 % |

Merz fue finalmente elegido el 6 de mayo de 2025 con mayoría absoluta en la segunda votación de la cámara. Tras su elección, el canciller electo tomó posesión del cargo ante todo el Parlamento, y la presidenta del Bundestag, Julia Klöckner (CDU), informó de ello al presidente federal, Frank-Walter Steinmeier. Merz prestó juramento ante el presidente a las 19:45 horas del mismo día. Posteriormente, los ministros hicieron lo propio.

## Gabinete Ministerial

### Canciller Federal de la República Federal de Alemania
| Fotografía | Canciller      | Período           | Período     | Partido | Partido |
| Fotografía | Canciller      | Inicio            | Fin         | Partido | Partido |
| ---------- | -------------- | ----------------- | ----------- | ------- | ------- |
|            | Friedrich Merz | 6 de mayo de 2025 | En el cargo |         |         |

### Vicecanciller de la República Federal de Alemania
| Fotografía | Vicecanciller  | Período           | Período     | Partido | Partido |
| Fotografía | Vicecanciller  | Inicio            | Fin         | Partido | Partido |
| ---------- | -------------- | ----------------- | ----------- | ------- | ------- |
|            | Lars Klingbeil | 6 de mayo de 2025 | En el cargo |         |         |

### Ministerios Federales
| Ministerio                                                                              | Fotografía | Titular              | Período                                     | Período     | Partido | Partido | Ref.   |
| Ministerio                                                                              | Fotografía | Titular              | Inicio                                      | Fin         | Partido | Partido | Ref.   |
| --------------------------------------------------------------------------------------- | ---------- | -------------------- | ------------------------------------------- | ----------- | ------- | ------- | ------ |
| Alimentación, Agricultura y Comunidad                                                   |            | Alois Rainer         | 6 de mayo de 2025                           | En el cargo |         |         | [ 31 ] |
| Asuntos Especiales y Jefe de la Cancillería Federal                                     |            | Thorsten Frei        | 6 de mayo de 2025                           | En el cargo |         |         | [ 32 ] |
| Asuntos Exteriores                                                                      |            | Johann Wadephul      | 6 de mayo de 2025                           | En el cargo |         |         | [ 33 ] |
| Cooperación Económica y Desarrollo                                                      |            | Reem Alabali-Radovan | 6 de mayo de 2025                           | En el cargo |         |         | [ 32 ] |
| Defensa                                                                                 |            | Boris Pistorius      | 19 de enero de 2023 (del anterior Gobierno) | En el cargo |         |         | [ 34 ] |
| Economía y Energía                                                                      |            | Katherina Reiche     | 6 de mayo de 2025                           | En el cargo |         |         | [ 35 ] |
| Educación, Familia, Tercera Edad, Mujer y Juventud                                      |            | Karin Prien          | 6 de mayo de 2025                           | En el cargo |         |         | [ 31 ] |
| Finanzas                                                                                |            | Lars Klingbeil       | 6 de mayo de 2025                           | En el cargo |         |         | [ 36 ] |
| Interior                                                                                |            | Alexander Dobrindt   | 6 de mayo de 2025                           | En el cargo |         |         | [ 31 ] |
| Investigación, Tecnología y Espacio                                                     |            | Dorothee Bär         | 6 de mayo de 2025                           | En el cargo |         |         | [ 37 ] |
| Justicia y Protección del Consumidor                                                    |            | Stefanie Hubig       | 6 de mayo de 2025                           | En el cargo |         |         | [ 32 ] |
| Medio Ambiente, Conservación de la Naturaleza, Protección del Clima y Seguridad Nuclear |            | Carsten Schneider    | 6 de mayo de 2025                           | En el cargo |         |         | [ 32 ] |
| Modernización Digital y del Estado                                                      |            | Karsten Wildberger   | 6 de mayo de 2025                           | En el cargo |         |         | [ 31 ] |
| Salud                                                                                   |            | Nina Warken          | 6 de mayo de 2025                           | En el cargo |         |         | [ 37 ] |
| Trabajo y Asuntos Sociales                                                              |            | Bärbel Bas           | 6 de mayo de 2025                           | En el cargo |         |         | [ 32 ] |
| Transportes                                                                             |            | Patrick Schnieder    | 6 de mayo de 2025                           | En el cargo |         |         | [ 37 ] |
| Vivienda, Desarrollo Urbanístico y Construcción                                         |            | Verena Hubertz       | 6 de mayo de 2025                           | En el cargo |         |         | [ 32 ] |